# Élections législatives gambiennes de 2017
Les élections législatives gambiennes de 2017 ont lieu le 6 avril 2017 afin de renouveler les membres de l'Assemblée nationale de la Gambie.

## Contexte politique
Ce scrutin fait suite à l'élection présidentielle de décembre 2016, remportée à la surprise générale par le candidat d'opposition Adama Barrow et mettant ainsi fin à vingt-deux ans de régime autoritaire et répressif du président Yahya Jammeh, arrivé au pouvoir par un coup d'État en 1994.
Les partis d'opposition ayant largement boycotté les élections législatives de 2012, le parti Alliance patriotique pour la réorientation et la construction (APRC), du président Jammeh, dispose d'une majorité écrasante dans l'assemblée sortante en 2017.

## Système électoral
L'Assemblée nationale est un parlement unicaméral doté de 58 sièges pourvus pour cinq ans, dont 53 au scrutin uninominal majoritaire à un tour dans autant de circonscriptions, et cinq autres nommés par le président de la République.
Les élections de 2017 sont les premières depuis l'augmentation du nombre de députés directement élus, qui étaient 48 au scrutin précédent. Le droit de vote s'acquiert à l'âge de 18 ans, et voter n'est pas obligatoire,.
Le système électoral gambien possède la particularité de ne pas recourir à des bulletins de vote en papier déposés dans une urne classique, mais à des billes que les électeurs placent dans des bidons, chaque candidat en lice se voyant attribué un bidon distinct peint dans la couleur de son parti et sur lequel figure sa photo. Les urnes sont disposées dans un isoloir à l'abri des regards, protégeant le secret du vote, tandis que l'insertion d'une bille dans une urne déclenche une clochette, permettant aux scrutateurs de s'assurer que l'électeur n'a voté qu'une fois. Le système est mis en avant pour son cout très faible et sa simplicité qui conduit à un taux très faible d'erreurs, dans un pays où l'analphabétisme touche la moitié de la population,,.

## Partis et candidats
La nouvelle coalition gouvernementale issue de l'élection présidentielle de décembre 2016 ne présente pas un front uni pour ces élections. Fin février, le Parti démocratique unifié (social-démocrate) et le Parti de la réconciliation nationale annoncent leur intention de présenter leurs propres candidats, contre les candidats des autres partis de la coalition.
Au total, 239 candidats se présentent, dont seuls vingt-neuf représentent l'Alliance patriotique pour la réorientation et la construction (parti de l'ancien dictateur Yayha Jammeh), très largement majoritaire au parlement sortant. Le Parti démocratique unifié présente quarante-quatre candidats. Le Parti progressiste populaire, au pouvoir de 1962 à 1994 avant la dictature, présente quatorze candidats. Au total, huit partis politiques présentent des candidats.
À l'invitation du gouvernement, l'Union européenne a envoyé vingt observateurs à ce scrutin, répartis dans l'ensemble du pays.

## Résultats
Le Parti démocratique unifié (social-démocrate), principal parti de la nouvelle majorité présidentielle, obtient près de quarante pour cent des suffrages et remporte la majorité absolue des sièges : trente-et-un. L'Alliance patriotique pour la réorientation et la construction (droite autoritaire), qui disposait jusque-là d'une majorité écrasante des sièges (quarante-trois), n'en conserve que cinq, terminant à la deuxième place avec deux autres partis,.

### Résultats nationaux
|                          |                                                                                  |                              |                              |        |               |  |  |  |  |
| Parti                    | Parti                                                                            | Votes                        | %                            | Sièges | +/–           |  |  |  |  |
|                          | Parti démocratique unifié (UDP)                                                  | 142 146                      | 37,47                        | 31     | Nv            |  |  |  |  |
|                          | Congrès démocratique de Gambie (GDC)                                             | 65 938                       | 17,38                        | 5      | Nv            |  |  |  |  |
|                          | Alliance patriotique pour la réorientation et la construction (APRC)             | 60 331                       | 15,91                        | 5      | 38            |  |  |  |  |
|                          | Organisation démocratique du peuple pour l'indépendance et le socialisme (PDOIS) | 33 894                       | 8,94                         | 4      | Nv            |  |  |  |  |
|                          | Parti de la réconciliation nationale (NRP)                                       | 23 755                       | 6,26                         | 5      | 4             |  |  |  |  |
|                          | Parti du progrès du peuple (PPP)                                                 | 9 503                        | 2,51                         | 2      | Nv            |  |  |  |  |
|                          | Congrès moral de Gambie (GMC)                                                    | 4 458                        | 1,18                         | 0      | Nv            |  |  |  |  |
|                          | Parti de la convention nationale (NCP)                                           | 1 773                        | 0,47                         | 0      | Nv            |  |  |  |  |
|                          | Parti de la démocratie et du progrès (GPDP)                                      | 1 271                        | 0,34                         | 0      | Nv            |  |  |  |  |
|                          | Indépendants                                                                     | 36 251                       | 9,56                         | 1      | 3             |  |  |  |  |
|                          | Membres nommés, indépendants                                                     | Membres nommés, indépendants | Membres nommés, indépendants | 5      | en stagnation |  |  |  |  |
|                          |                                                                                  |                              |                              |        |               |  |  |  |  |
| Total                    | Total                                                                            | 379 320                      | 100                          | 58     | 5             |  |  |  |  |
| Abstentions              | Abstentions                                                                      | 507 258                      | 57,22                        |        |               |  |  |  |  |
| Inscrits / Participation | Inscrits / Participation                                                         | 886 578                      | 42,78                        |        |               |  |  |  |  |